# کله‌پا (سنقر)
کله‌پا یک منطقهٔ مسکونی در ایران است که در دهستان آگاهان واقع شده‌است. کله‌پا ۱۰۴ نفر جمعیت دارد.